# Leonid Alexandrovič Vesnin

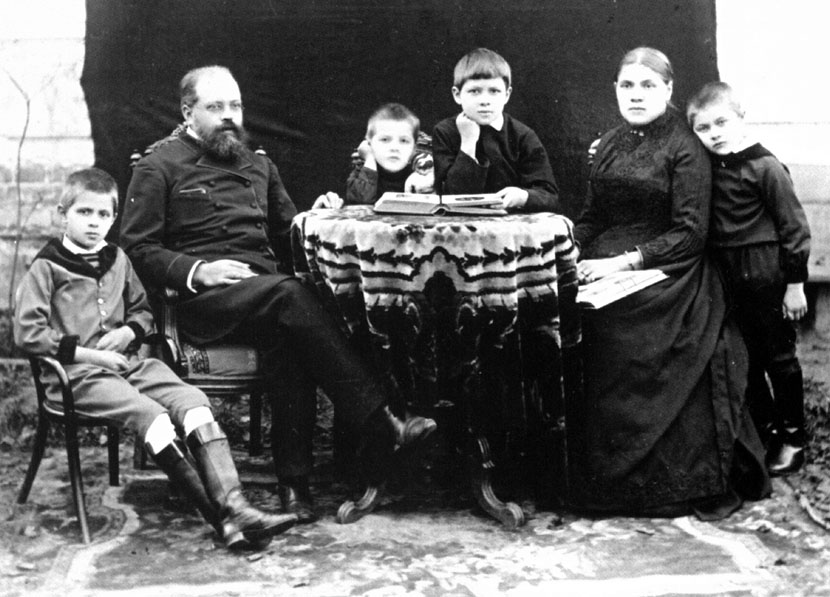
Leonid A. Vesnin (asi v roce 1890), třetí zprava

Leonid Alexandrovič Vesnin (1880, Nižnij Novgorod – 1933, Moskva) byl sovětský architekt, tvořící v duchu konstruktivismu.

## Životopis
Po absolvování střední školy v Moskvě, studoval Vesnin v letech 1900 až 1909 na Akademii výtvarných umění v Petrohradě.
Od roku 1922 byl místopředsedou Moskevské architektonické společnosti (Московское архитектурное общество, MAO).
V roce 1923 společně s Mojsejem Ginzburgem vydával časopis Architektura. Po založení VChUTEMAS (Высшие художественно-технические мастерские) zde působil jako profesor. Od roku 1925 byl členem Sdružení současných architektů (OSA).
Spolu se svými bratry Alexandrem a Viktorem patřil mezi vedoucí osobnosti konstruktivistické architektury v Sovětském svazu.

## Dílo

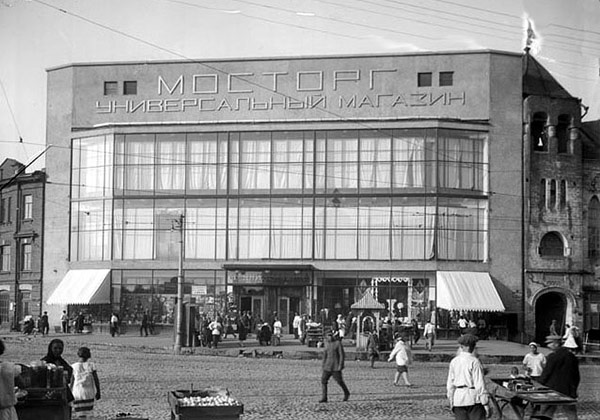
Obchodní dům Mostorg, Moskva

- 1922-1923 – Palác práce, Moskva (3. cena soutěže)[3]
- 1924 – projekt budovy vydavatelství Leningradská Pravda (1. cena soutěže)
- 1924 – dělnické sídliště Kalinova dělnického závodu, projekt
- 1926-1928 – obchodní dům Mostorg, Moskva
- 1928-1930 – pracovní kluby v Baku
- 1928 – Dům průmyslu, Sverdlovsk (soutěžní návrh)
- 1930-36 – Lichačevův palác kultury, Moskva
- 1934 – projekt komisariátu těžkého průmyslu
- 1930 – projekt nového socialistického města Kuzněck

## Citát
| „                               | Naše sovětská architektura se rozvíjela v době, kdy jsme byli velmi chudí. Naší prací bylo vytvořit jazyk nové architektury v době, kdy bylo nutné šetřit každý kubík stavby a každý pytel cementu. | “ |
| — bratři Vesninové, M. Ginzburg | |   |